# Gloria Lara de Echeverri
Gloria Lara Perdomo de Echeverri (Neiva, 1938-Bogotá, 28 de noviembre de 1982) fue una abogada y política colombiana. 
Fue Directora Nacional de Acción Comunal y Asuntos Indígenas durante el gobierno de Julio César Turbay . Su asesinato aún se mantiene en la impunidad.

## Biografía
Lara nació en Neiva en 1938, hija de Josefa Perdomo y de Oliverio Lara Borrero. Durante su infancia y adolescencia pasa por varios colegios y posteriormente estudia y se gradúa en Ciencias Sociales y Civilización Francesa en la Universidad de La Sorbona, París, Francia. Al volver a Colombia se gradúa en ciencias políticas en al Universidad de los Andes.
En 1970 contrae matrimonio con el industrial Héctor Echeverri Correa quien más tarde sería fundador del parlamento andino y presidente del Congreso de la República de Colombia. Lara y su esposo, adscritos al Partido Liberal como Secretario y como activista social respectivamente, dirigen varios trabajos sociales en favor de los necesitados. En 1975 es designada embajadora de Colombia ante la ONU donde se le reconoce por un discurso en contra del apartheid. En 1976 es elegida concejal de Bogotá. Su padre Oliverio Lara, hacendado y ganadero, es asesinado en extrañas circunstancias en 1978.
Poco después es elegida Directora Nacional de Acción Comunal y Asuntos Indígenas y realiza obras y proyectos a lo largo ancho y del país estableciendo un movimiento comunitario, como eje del desarrollo local y regional. Su cargo lo desempeña durante 4 años hasta su secuestro y asesinato.

## Secuestro y asesinato
Al salir de su trabajo el 23 de junio de 1982 y cuando se encaminaba hacia su residencia ubicada en el tradicional barrio Teusaquillo en Bogotá es abordada por hombres y mujeres armados y secuestrada junto con su chofer (en sustitución del anterior que estaba de vacaciones). El chófer es liberado poco después en el norte de Bogotá mientras que Lara es subida a un jeep con rumbo desconocido. Se culpó al movimiento guerrillero M-19 pero sus líderes presos en la Cárcel La Picota, especialmente Iván Marino Ospina, negaron cualquier participación debido a que no les convenía un secuestro en momentos en que se aprobaría la amnistía y cuando se hacían acercamientos para el diálogo nacional. El secuestro fue luego atribuido a la Organización Revolucionaria del Pueblo (ORP), desaparecida organización ligada a la antigua Asociación Nacional de Usuarios Campesinos (ANUC), y que aparentemente exigía 3 millones de dólares por su rescate.
Durante sus meses de cautiverio se realizaron manifestaciones en favor de su liberación. La única prueba de supervivencia fue una foto con una portada reciente del periódico El Espectador, en la que la secuestrada presentaba claros signos de desnutrición y con uno de sus captores encañonándola con una subametralladora. El 28 de noviembre de 1982 Lara de Echeverri es asesinada de un disparo en la nuca luego de que la secuestrada se convirtiese en una carga para los captores ya que no había sido alimentada durante su cautiverio y a causa de la presunta demora de la familia Echeverri Lara en pagar su rescate o posiblemente a que Lara reconociese el rostro de alguno de sus captores. Su cadáver es abandonado en la entrada de la iglesia San Silvestre del barrio Bonanza en el noroccidente de Bogotá envuelto en una bandera negra con las siglas ORP en hilo rojo.

## Falso positivo judicial
Tras el asesinato de Lara, las autoridades montaron operativos para la captura de los secuestradores y asesinos de la funcionaria. Como consecuencia del testimonio de un informante, varias personas implicadas en el crimen fueron capturadas; Juan Tadeo Espitia Supelano, Fredy José Rivera Arboleda, Wilberto Antonio Rivera Meza, Froilán Rivera Meza, Emperatriz Santander Cancino, Robison Rafael Rivera Arrieta, José Miguel Gamboa López, Miguel Ángel Vargas Castro, Hernando Franco D laytz, Gloria Medellín, Diana Giraldo Rodríguez Rodrigo Alberto Penilla Candela, Betty Suárez Mahecha, Víctor Manuel Rojas Cárdenas, Graciela Inés Acosta Barrera y Hernán Rafael Lora Mendoza fueron paulatinamente capturados y condenados a 28 años de cárcel por secuestro con fines extorsivos y homicidio agravados. Según Hernando Echeverri varios de los implicados eran pertenecientes al Nuevo Liberalismo de Luis Carlos Galán. Igualmente muchos de los detenidos habían sido identificados por la Brigada de Institutos Militares debido a que pertenecían a la Organización Revolucionaria del Pueblo (ORP), una antigua organización que defendía la repartición de tierras a los campesinos y presunta organización detrás del asesinato de Lara.
Los supuestos implicados en el crimen pasaron varios meses en prisión hasta que en 1983 un juez ordenó su libertad ya que los abogados de los detenidos habrían acudido al procedimiento de casación además de argumentar que ellos se habrían autoincriminado bajo tortura por el ejército quien los tenía detenidos en una base militar en Bogotá. El tribunal de Orden Público había condenado a 19 de los implicados a penas de 12 a 28 años de cárcel y bajo apoyos de varias ONGs los implicados recibieron ayuda de la ACNUR y se les dio estatus de refugiados políticos y posteriormente quedarían como tal refugiados en varios países de Europa.

## Presunto asesino
Por otra parte, el principal sospechoso y presunto asesino de Lara, Iván Darío Murcia, es capturado luego de ser delatado por una amante, pero posteriormente Murcia se fugaría de la Cárcel La Modelo de Bogotá. Entre 2009 y 2012 (conmemoración del secuestro y asesinato de Lara) la Procuraduría y Luz María Echeverri Lara, hija de Lara, pidieron a la Corte Suprema de Justicia declarar el secuestro y asesinato de Lara como crimen de lesa humanidad por los vejámenes a los que fue sometida la funcionaria y por su asesinato tratándose de una figura pública que actuó en favor de los indígenas. No obstante la Corte Suprema se negó argumentando que por ley en 2002 el caso habría prescrito y que su secuestro y asesinato había sido a manos de una banda de delincuencia común y no a manos de un comando guerrillero, un grupo paramilitar o por parte del narcotráfico.

## Legado
El asesinato de Lara de Echeverri varios lugares de Bogotá llevan su nombre:
- El barrio Gloria Lara de Echeverri en la localidad de Suba, Bogotá.
- El parque Gloria Lara de Echeverri ubicado en el mismo barrio.
- el jardín infantil de integración social Gloria Lara ubicado en el mismo barrio.
- El parque principal Gloria Lara de Puerto Carreño (Vichada)